# Boldklubben 1908
Boldklubben 1908 is een Deense voetbalclub uit Kopenhagen. De club werd in 1908 opgericht en speelt in de Deense tweede divisie Oost.